# Empis inornata
Empis inornata är en tvåvingeart som beskrevs av Friedrich Hermann Loew 1858. Empis inornata ingår i släktet Empis och familjen dansflugor. Inga underarter finns listade i Catalogue of Life.